# Zahodni Apači
Zahodni Apači so najzahodnejša in največja plemenska skupina Apačev v vzhodni osrednji Arizoni na jugozahodu Združenih držav Amerike, katere štiri regionalne skupine – White Mountain Apači (Dzil Łigai Si'án Ndee – Ljudstvo Belih gora), Cibecue Apači (Dishchíí Bikoh – Ljudstvo rdečega kanjona), San Carlos Apači (Tsékʼáádn – Metate-ljudstvo) in Tonto Apači ali Dilzhę́’é/Dilzhe'e Apači (Ljudstvo z visokimi, svetlimi glasovi) – so kulturno prav tako uvrščene med Zahodne Apače.
Drugi znanstveniki in antropologi pa kot Zahodne Apače označujejo vsa plemena Apačev, ki živijo v Arizoni zahodno od Rio Grande (razen Diné (Navajo)) in tako vključujejo Apače Mansos (Udomačeni Apači) blizu Misije San Xavier del Bac južno od Tucsona ter skupine Chokonen, Bedonkohe in Nednhi iz Chiricahua Apači. Danes pa so slednji splošno kulturno uvrščeni med Vzhodne Apače (glej Apači).

## Plemensko ozemlje
Zahodni Apači so naseljevali ogromno gorato območje, veliko približno 90.000 kvadratnih milj (233.100 km²), ki je vključevalo dele Sierra Madre Occidental in Sonorske puščave na skrajnem jugu ter gore  južno od Mogollon Rim in severno sosednjo – z puščavskimi planotami, mesami in kanjoni zaznamovano – Koloradska planota vse do San Francisco Mountains severno od današnjega Flagstaff; njihovo plemensko ozemlje pa ni bilo zaznamovano le s sušo, temveč je bilo zaradi senčnih visokih gozdov v gorah ter dobro namakanih dolin in kanjonov ob zgornjih tokovih Verde River na severovzhodu in Little Colorado reke na vzhodu ter ob Salt reke na jugozahodu in obeh straneh reke Gila na jugu primerno tudi za poljedelstvo. Nadmorske višine segajo od približno 600 m do približno 3.900 m nad morjem, temperature pa nihajo med približno −17 °C pozimi in precej nad 38 °C poleti.

## Jezik
Njihov jezik zahodni apaški jezik (Ndee biyati'/Nnee biyati'), se glede na regionalne skupine deli na štiri dialektne različice in skupaj z navajskim jezikom (Diné bizaad) in mescalero-chiricahua jezikom (Ndee Bizaa spada v zahodno vejo južnoatapaskih apaških jezikov iz atapaske jezikovne družine.
Ker so Tonto Apači pogosto skupaj z Wi:pukba/Wipukepa in Guwevkabaya/Kwevkepaya iz Yavapai tvorili dvojezične skupine – in so tako govorili tako zahodni apaški jezik (Ndee biyati'/Nnee biyati') kot tudi jezik yavapai, imenovan tudi visokogorski Yuma/severni Pai – je imel tonto (Dilzhę́’é) dialekt močan yavapai naglas in zato v nasprotju z drugimi različicami zahodnega apaškega jezika (Ndee biyati'/Nnee biyati') izrazito in za druge Apače nenavadno zvenečo melodijo govora, ki se pogosto imenuje tudi "singsang". Tonto (Dilzhę́’é) dialekt je med vsemi apaškimi jeziki najbližje navajskemu jeziku.
Danes tonto ali Dilzhę́’é govori še približno 1.000 ljudi (stanje: 2007),, pri čemer se narečje Northern Tonto govori v dveh rezervatih, ki si jih delijo z Yavapai (Yavapai-Apache Nation Indian Reservation (prej Camp Verde) in Yavapai-Prescott Indian Reservation), narečje Southern Tonto pa v Tonto Apache Reservation ter v Fort McDowell Indian Reservation, ki si jo prav tako delijo z Yavapai, in v dveh rezervatih, ki jih obvladujejo druga plemena Zahodnih Apačev (San Carlos Apache in Fort Apache Indian Reservation). Čeprav so potomci Severnih Tonto Apačev tudi v rezervatih San Carlos in Fort Apache, danes med njimi ni govorcev narečja Northern Tonto.
Danes je še približno 14.000 – vendar večinoma pasivnih – govorcev zahodnih apaških jezikov, od tega približno 7.000 govorcev narečij White Mountain in Cibecue (v rezervatu Fort Apache) ter približno 6.000 govorcev narečij San Carlos in Cibecue (v rezervatu San Carlos Indian Apache) (stanje: 2007).

## Imenovanje

### Izvor imena Apache
Danes splošno uveljavljeno plemensko ime Apači je bilo v angleščino (in pozneje v druge jezike) prevzeto iz španščine; vendar je izvor imena negotov in sporen.
Danes najbolj sprejeta teorija je, da beseda izvira iz Shiwi'ma, jezika Zuni (A:shiwi), ljudstva Pueblo, ki je sovražne južne Atapaske, ki so prodirali s severa na jugozahod – zlasti Navajo – imenovali A:bachu / ʔa·paču (ednina: Bachu / Paču – sovražnik, tujec). Druga možnost je, da so sovražni Quechan (Yuma) zaveznike Yavapai in Apache imenovali E-patch (bojeviti možje ali tisti, ki se borijo) ali pa zaradi značilnega vojnega poslikavanja Yavapaijev Apatieh (rakun). Vendar pa bi se ime lahko izpeljalo tudi iz dveh besed Yavapai – katerih jezik, tako kot jezik Quechan, spada med yuman jezike –: ʔpačə (sovražnik) ali Abaja (ljudstvo), samooznačbe Guwevkabaya/Kwevkepaya ali jugovzhodnih Yavapaijev iz rezervata Fort McDowell.
Prva znana pisna omemba plemenskega imena Apache v španščini je bila s strani Juana de Oñateja]] leta 1598; zato je izvor iz jezika Zuñi in Yavapai še vedno sporen, saj je Oñate poznal in dal zapisati ime, preden je leta 1604 med drugo odpravo Oñateja prvič spoznal ti dve ljudstvi.
Druga – vendar manj prepričljiva – izpeljava bi lahko prišla neposredno iz španščine: mapache (rakun) ali apachurrar (razbiti, zmečkati), kar bi se lahko nanašalo na priljubljeno bojno tehniko Apačev z bojnim kijem.
Sprva so Španci v 1620-ih letih z Apachu de Nabajo (Navajo) označevali južne Atapaske v regiji Chama vzhodno od reke San Juan; od 1640-ih let pa so začeli razlikovati med pravimi Navajo in preostalimi Apači; tako da je kmalu dodatek de Nabajo izpadel in beseda Apache je postala oznaka za južne Atapaske, ki se niso razvili v Navajo (Diné).
Prej so Wi:pukba/Wipukepa (severovzhodni Yavapai) večinoma imenovali Mohave-Apache (Apači-Mojave) ter skupaj z Guwevkabaya/Kwevkepaya (jugovzhodni Yavapai) kot Tonto Apači ali na kratko Tonto, saj so pogosto živeli v dvojezičnih skupinah s Tonto in San Carlos Apači ter poleg jezika prevzeli tudi veliko kulture Apačev. Ɖo: lkabaya/Tolkepaya (zahodni Yavapai) so bili skupaj s Hualapai (Walapai) in Havasupai imenovani Yuma-Apači (Apache-Yuma). Zgodovinsko in v starejši strokovni literaturi so Yavapai večinoma imenovani Apači Mohave (Apache-Mojave), Yavapai-Apači ali preprosto Apači, saj se je na severu Mehike in jugozahodu ZDA beseda Apači pogosto uporabljala za označevanje sovražnih, bojevniških, roparskih Indijancev, brez jezikovne, etnične in kulturne diferenciacije. Na primer, tudi Mohave (Mojave) in celo Komanči so bili prej imenovani Apači.

### Izvor imena Tonto
Ker so bili Tonto Apači večinoma dvojezični in so govorili tako zahodni apaški (Ndee biyati'/Nnee biyati') kot yavapai (višavski Yuma/severni Pai), ima njihov dialekt močan slišen yavapai-naglas in zato v nasprotju z drugimi različicami zahodnega apaškega (Ndee biyati'/Nnee biyati') izrazito in za druge Apače nenavadno zvenečo govorno melodijo, ki se pogosto imenuje tudi "singsang". Zato so Tonto Apači in San Carlos Apači skupaj s svojimi yavapai sorodniki drugi zahodni Apači imenovali Dilzhę́’é (dobesedno: ljudje z visokimi, svetlimi glasovi). Sorodni, vendar sovražni Navajo (Diné) so prav tako oba – Tonto Apači in Yavapai – imenovali Dilzhʼíʼ dinéʼiʼ in ju tako izrecno ločili od preostalih skupin zahodnih Apačev, ki so jih imenovali Dziłghą́ʼiʼ (ljudje gorskih vrhov).
Verjetno zaradi močnega naglasa so Tonto Apači, San Carlos Apači in Yavapai (ker so bili tudi dvojezični in so govorili svoj materni jezik z močnim apaškim naglasom) tako s strani Chiricahua Apači kot Ben-et-dine ali binii?e'dine, kot tudi s strani z njimi jezikovno-kulturno tesno povezanih Mescalero Apači kot Bini' Adinii ali Bínii édinénde (ljudje brez razuma, divji ali nori ljudje ali tisti, ki jih ne razumejo) imenovani.
Ker večina lokalnih skupin Tonto Apačev, tako kot njihovi sorodniki Yavapai, v primerjavi s polnomadskimi zahodnimi Apači, ni gojila ali je gojila zelo malo poljščin, ampak so večinoma živeli kot lovci in nabiralci v nedostopnih in od večine trgovskih poti oddaljenih območjih, so jih Tonto Apači in Yavapai imenovali tudi Koun'Nde ali Go'hn (divji, grobi ljudje). Španci in kasneje Američani so verjetno prevzeli to poimenovanje in zato oba zavezniška plemena (Tonto Apače in Yavapai) imenovali Tonto (neumni, divji).
Tonto Apači so se, tako kot drugi zahodni Apači, niso imenovali niti Apači niti Tonto, ampak preprosto Indee, Ndee, Nndee (ljudje). Zaradi svojega odstopajočega dialekta pa se skupini Pinaleño/Pinal in Arivaipa/Aravaipa iz skupine San-Carlos-Apačev imenujejo Innee ali Nnēē.
Vendar pa poimenovanje Dilzhę́’é Tonto Apači in San Carlos Apači nikakor niso dojemali kot nespoštljivo ali ponižujoče, pogosto so se sami imenovali Dilzhę́’é, da bi se ločili od drugih zahodnih Apačev. Eden od razlogov za to bi lahko bil, da obstaja tudi druga razlaga za pomen poimenovanja, ki dobesedno pomeni "hitronogi" ali "zanesljivi". Tudi zahodni Apači nikakor niso dojemali poimenovanja Chiricahua-Mescalero kot ponižujočega ali omalovažujočega in so se sami imenovali tudi Ben-et-dine (ljudje brez razuma).

### Zgodovinska in druga imena
Španci in Mehičani so zlasti mogočne White Mountain Apači pogosto zaničljivo imenovali Coyoteros ali Coyotero Apaches (jedci kojotov, ker so v stiski pogosto jedli kojote ali svoje pse), Zahodne Apače z pogosto zavezniškimi Yavapai pa Garroteros (možje s kiji, po priljubljeni bojni tehniki Apačov z vojnimi kiji) ali Gileños/Apaches de Gila (skupni izraz za vse Apače in skupine, ki niso pripadale Apačom, ki so živele zahodno od Rio Grande (na jugovzhodu Arizone in zahodu Nove Mehike) ter ob reki Gila ali gorovju Gila. Nekateri tako imenovani Gila Apači so pa pripadali skupini Bedonkohe in lokalni skupini Copper Mines skupine Chihenne Chiricahua Apači. Po letu 1722 so Španci z izrazom Gileños označevali le še današnje White Mountain Apače in Akimel O’Odham (Pima) kot Gileños).
Američani so kot Gileños ali Gila Apači najprej označevali lokalno skupino Mimbres/Mimbreño skupine Chihenne Chiricahua Apači. Kasneje so izraz razširili, tako da je zajemal White Mountain Apači, Tonto Apači, Pinaleño/Pinal Apači in Arivaipa/Aravaipa skupine San Carlos Apači ter skupino Bedonkohe, imenovano Mogollon(es) in lokalno skupino Mimbres/Mimbreño skupine Chihenne ter lokalni skupini Chokonen in Chihuicahui skupine Chokonenen Chiricahua; Yavapai, ki so bili sorodni in zavezniški s Tonto Apači in San Carlos Apači, so zato pogosto preprosto imenovali Yabipais Gileños.
O’Odham (Zgornji Pima), ki so trpeli zaradi roparskih pohodov zavezniških Yavapai in Zahodnih Apačov, so vse Severne Pai (Yavapai, Hualapai in Havasupai) ter Apače in Opata preprosto imenovali Ohp ali O'Ob (sovražniki).
Seri (Comcaac) vsi Apači v jeziku Seri (Cmiique Iitom), izoliranem jeziku, imenujejo Hapatsoj (ednina: Hapats').

## Zgodovina
Pred prihodom belcev so živeli predvsem kot lovci in nabiralci, vendar so intenzivno obdelovali tudi majhna polja v gorah, poljedelstvo so jim verjetno posredovala ljudstva Pueblo. Poleg tega so se pridružili roparski pohodi proti njihovim indijanskim sosedom, kot so [[Pueblo (kultura)|Pueblo, Zgornji in Spodnji Pima, Yavapai, Opata, Tarahumara, Yaqui ter Španci (in kasneje Mehičani). Roparski pohodi Zahodnih Apačev so se razprostirali na območju od reke Colorado na zahodu Arizone, do Zunijev in Hopihev na severu, daleč na jug španskih in nato mehiških zveznih držav (Sonora, Chihuahua, Sinaloa, Durango). Večinoma so prebivali v kupolastih wickiupih, ki so bili pokriti z medvedjo travo in v deževnem vremenu dodatno s kožami (kasneje platnom). Med lovskimi in roparskimi pohodi so postavljali preproste vetrne zaslone iz grmovja.
Z Diné na severu so imeli zelo napete odnose, ki so pogosto prešli v odprto sovražnost. Tudi s svojimi južnimi in vzhodnimi sosedi, skupinami Chiricahua Apačev (Bedonkohe, Chihenne, Chokonen in Nednhi), ki so prav tako pripadale Apačem, so živeli v negotovem miru, ki so ga kalili medsebojno nezaupanje in roparski pohodi. Celo med seboj so se borili White  Mountain Apači in Pinaleno Apači, Cibecue Apači in Tonto Apači.
Kljub pogostim sovražnostim in roparskim pohodom Apachov, so imeli tudi mirne odnosi so imeli tudi z ameriškimi staroselci in belimi sosedi. Dinéji (v apaškem jeziku »Yúdaha« – »Živeti daleč gor«) in Zuñi (v apaškem jeziku »Nastizhé« ali »Nastizhé`nde« – tisti s počrnjenimi obrvmi) so bili skupaj z vzhodnimi Puebli in Hopiji (v apaškem jeziku »Tséká`kiné« – ljudje, ki živijo v kamnitih hišah) med najpomembnejšimi trgovinskimi partnerji zahodnih Apačev.
Apači so prodajali ukradeno živino (govedo, koze, ovce, osle, mule), konje ter nabrane želode, meskal, semena, sadje, divje rastline, jagode in pražena srca agave. Ponujali so tudi kože, puranje prsne peruti, steklenice za vodo in košare. V zameno so dobili dragocene odeje od Navajo in Zuni, muškete, smodnik, železno kmetijsko orodje, kaliko (preproste bombažne tkanine, potiskane z majhnimi, pogosto cvetličnimi, vsesplošnimi vzorci), nože, drugo pomembno orodje ter koruzo, fižol in pozneje pšenico. Na primer, ukraden konj je bil v zameno vreden vsaj pet Navajo odej.
Tudi na velikih trgih v Chihuahui, Santa Feju in Taosu so zahodni Apači prodajali ukradeno živino, konje in mule belim, španskim, mehiškim in pozneje ameriškim ter indijanskim trgovcem ter v zameno dobili orožje, strelivo, nože, železno orodje in oblačila. Pozneje so se tudi Američani preselili v Cedar Creek in Tł`ohk`agai (Fort Apache) v tako imenovano Apacherijo, da bi trgovali.
Po porazu proti generalu Georgeu Crooku leta 1875, zadnje skupine Pinaleño so se podredile šele leta 1883, so bile različne skupine preseljene v rezervat San Carlos in rezervat White Mountain. Zaradi sovražnosti s skupinama Chiricahua in Tonto so se zahodni Apači z veseljem ponudili kot izvidniki vojski v boju proti svojim indijanskim sosedom. Chiricahua in Tonto ter z njimi povezani Yavapai so nato pogosto napadali rezervate zahodnih Apačev, da bi ugrabili ženske in dečke.

## Plemena in skupine zahodnih Apačev

### White Mountain Apači
White Mountain Apači, v apaščini: Dzil Łigai Si'án Ndee („Ljudstvo Belih gora“, špansko: Sierra Blanca Apaches) Živeli so med gorami Pinaleno na jugu in gorami White Mountain na severu vzdolž rek White, Black, Salt in Gila, vzhodna in hkrati z okoli 1.500 osebami največja in najmočnejša plemenska skupina zahodnih Apačev.
- Zahodna skupina White Mountain Apači, v apaščini: Łįįnábáha, Laan Baaha, Łįįnábáha dinéʼiʼ („Ljudstvo, ki gre v vojno z mnogimi osebami“), v španščini: Coyoteros / Coyotero Apaches („Jedci kojotov“) Živeli so med vzhodnimi White Mountain Apači in Cibecue Apači na severozahodu ter San Carlos Apači na jugozahodu.

- Vzhodna skupina White Mountain Apači, v apaščini: Dził Ghą́ʼ, Dzil Ghaa a („Ljudstvo gorskih vrhov“)

- - Mount Graham Apači („Ljudstvo velikih sedečih gora“ - „Ljudstvo iz Dził Nchaa Sí'an (Velika sedeča gora, tj. Mount Graham)“)

### Cibecue Apači
Cibecue Apači, v apaščini: Dishchíí Bikoh („Ljudstvo rdečega kanjona“) Živeli so od reke Salt River na jugu do precej nad Mogollon Rimom na severu, zahodno mejo so tvorile Mazatzal Mountains, domovina južnih Tonto, severne plemenske skupine.
- Canyon Creek Band, v apaščini: Gołkizhn („Ljudstvo, ki ga opazijo na gorskem vrhu“) Živeli so ob Canyon Creeku, pritoku reke Salt River, na območju Mogollon Rima, zahodna skupina Cibecue Apačev.

- Carrizo Band, v apaščini: Tłʼohkʼadigain, Tłʼohkʼadigain Bikoh Indee („Ljudstvo v kanjonu vrste belega trstičja“) Živeli so ob Carrizo Creeku, pritoku reke Salt River, vzhodna skupina Cibecue Apačev.

- Cibecue Band, v apaščini: Dziłghą́ʼé, Dził Tʼaadn, Dził Tʼaadnji („Ljudstvo ob gorskem grebenu, ljudstvo ob vznožju gora“) Živeli so ob Cibecue Creeku, pritoku reke Salt River, srednja skupina Cibecue Apačev.

### San Carlos Apači
San Carlos Apači, v apaščini: Tsékʼáádn („Ljudstvo metate“) Živeli so blizu Tucsona v Santa Catalina Mountains na obeh straneh reke San Pedro River severno preko reke Gila River do reke Salt River.
- Apache Peaks Band, v apaščini: Nadah Dogalniné („Pokvarjeno/neokusno ljudstvo meskala“) oz. Bichi Lehe Nnee („Ljudstvo, ki je pobegnilo v gore“) Živeli so severozahodno od Globa med reko Salt River in Apache Peaks ob Seven Milk Wash, vzhodno do Ishįį ob reki Salt River ter med ustji Cibicue Creeka in Canyon Creeka.

- San Carlos Band, v apaščini: Tsandee Dotʼán („Ljudstvo, ki je postavljeno samo ob ognju“) oz. Tsékʼáádn („Ljudstvo metate“, pravi San Carlos), včasih tudi Tiis Zhaazhe Bikoh („Ljudstvo kanjona z majhnimi topoli“) Živeli so ob reki San Carlos, pritoku reke Gila.

- Pinaleno / Pinal Apache Band, v apaščini: T’iisibaan, T`iis Tsebán, Tiis Ebah Nnee („Ljudstvo pri sivih topolih v skalah“) Njihovo lastno ime se nanaša na njihovo najpomembnejše kmetijsko območje Tiis Tsebá ob Pinal Creeku in topole ob njegovem izlivu v reko San Pedro River. Danes pa se imenujejo Pinaleno / Pinal Apache – „Ljudstvo Pinaleno/Pinal Mountains“, živeli so na zahodu v Mescal Mountains in severnih ter vzhodnih Pinaleno / Pinal Mountains (v apaščini: Dzi£ Nnilchí' Diyiléé – „gora, porasla z borovci“, v yavapai: Hwaalkamve/Walkame – „borove gore“) do severnih Apache Peaks na vzhodu, na severu onkraj reke Salt River ter na jugovzhodu do reke Gila River, v Dripping Springs Mountains in Pinaleno Mountains so z „Hwaalkamvepaya/Walkamepa Band“ Guwevkabaya-Yavapai in nekaterimi Arivaipa Apache oblikovali dvojezične skupine. Živeli so večinoma severno od Arivaipa.

- - Pinaleño/Pinal Apache lokalna skupina oz. v yavapai: Hwaalkamvepaya/Walkamepa („Ljudstvo Pinaleño/Pinal Mountains“, tudi: imenovani pravi Hwaalkamvepaya/Walkamepa) Živeli so kot dvojezična skupina Pinal Apache-Hwaalkamvepaya/Walkamepa v južnih in zahodnih Pinal Mountains, v angleščini identificirani kot “Pinaleño/Pinal Apache Band” San Carlos Apache.

- - Pinaleño/Pinal Apache lokalna skupina oz. v yavapai: Ilihasitumapa (“Ljudje, katerih les štrli iz sredine vode”) Živeli so kot dvojezična skupina Pinal Apache-Hwaalkamvepaya/Walkamepa v severnih Pinaleno Mountains, v angleščini identificirani kot “Pinaleño/Pinal Apache Band” San Carlos Apache.

- Arivaipa / Aravaipa Band, v apaščini: Tsé hiné, Tséjìné, Tsee Zhinnee („Ljudstvo temnih/črnih skal [v gorovju Galiuro in kanjonu Aravaipa]“) „Aravaipa/Arivaipa“ izhaja iz aarirapa – „ženske, strahopetci“, iz jezika sovražnih Pima (nižinski Pima), živeli so od gorovja Santa Teresa na severozahodu, vključno z Mount Turnbull, južni Apache Peaks južno v gorovje Tortilla do severovzhodnega gorovja Santa Catalina in gorovja Rincon na jugozahodu, ter od severozahoda južno od reke Gila do gorovja Galiuro na jugovzhodu, ter v kanjonu Arivaipa (Arapa) in na obeh straneh doline reke San Pedro (Sambeda), v gorovju Dripping Springs in zahodnem gorovju Pinaleno so z „Hwaalkamvepaya/Walkamepa Band“ Yavapai|Guwevkabaya-Yavapai in nekaterimi Pinaleño/Pinal Apache oblikovali vsaj eno znano dvojezično lokalno skupino. Živeli so večinoma južno od Pinaleño/Pinal Apache.[3]

- - Tséjiné, Tsé hiné, Tsee Zhinne lokalna skupina („Ljudstvo temnih/črnih skal [v gorovju Galiuro in kanjonu Aravaipa]“), imenovana po najpomembnejšem klanu med Arivaipa, zato se večinoma uporablja kot ime za celotno skupino.

- - Tsé Binest`i`é („Ljudstvo, obdano s skalami“, „Ljudstvo sredi skal“)

- - Mount Turnbull Apači, v apaščini: Dzil Dlaazhe, nadaljnji Hwaalkamvepaya/Walkamepa klan (ime Yavapai neznano) Živeli so v gorovju Santa Teresa, vključno z Mount Turnbull; v angleščini so večinoma znani kot “Arivaipa Apache Clan” San Carlos Apache.[4]

### Tonto Apači
Tonto Apači so se delili v naslednje skupine (angl. Bands), pri čemer je delitev na "severne" in "južne" Tonto Apache sporna. Vendar se je bpčk kot ne ustalila, saj so opazne razlike med "severnim Tonto Apache idiomom" in "južnim Tonto Apache idiomom" in ker so se "severni Tonto Apache" povezovali z Wi:pukba/Wipukepaya oziroma "severovzhodnimi Yavapai", "južni Tonto Apache" pa z Guwevkabaya/Kwevkepaya ali "jugovzhodnimi Yavapai" v dvojezične Apache-Yavapai skupine:
Severni Tonto Apache ali Tonto (živeli so ob zgornjem toku reke Verde in severno do San Francisco Peaks severno od Flagstaffa, pogosto so z Wi:pukba/Wipukepaya Band Yavapai tvorili dvojezične (bilingvalne) lokalne skupine, ki so hkrati tvorile lokalno skupino severnih Tonto Apache in Yavapai, vsaka z apaškim in yavapai imenom)
- Bald Mountain Band, v apaščini: Dasziné Dasdaayé Indee (‘Ljudje, ki sedijo nad ježevci’) oziroma v yavapai: Wiipukepaya/Wipukepa („Ljudje iz vznožja rdeče skale, tj. dežele rdečih skal“). Živeli so večinoma okoli Bald Mountain ali Squaw Peak ter v zahodni dolini reke Verde, jugozahodno od Camp Verde. Živeli so izključno od lova in nabiranja korenin, zelišč in rastlin.

- Oak Creek Band, v apaščini: Tsé Hichii Indee (‘Ljudje vodoravne rdeče skale’) oziroma v yavapai: Wiipukepaya/Wipukepa („Ljudje iz vznožja rdeče skale, tj. dežele rdečih skal“). Živeli so blizu današnje Sedone, ob Oak Creeku, Dry Beaver Creeku, Wet Beaver Creeku ter južno do zahodnega brega reke Verde, med Altnanom in West Clear Creekom, vzhodno do Stonemana in Mary Lakes ter severno do Roger Lake in Flagstaffa.

- Fossil Creek Band, v apaščini: Tú Dotłʼizh Indee („Ljudje modro-zelene vode, tj. ljudje ob Fossil Creeku“) oziroma v yavapai:Matkitwawipa („Volk doline reke Verde (v jeziku Yavapai: Matkʼamvaha)“). Imeli so nekaj manjših nasadov ob potoku Fossil Creek (Tu Do Cliz - „Kanjon modro-zelene vode/Fossil Creeka“)[5], Clear Creek ter na enem mestu ob reki Verde, pod izlivom Deer Creeka, lovili in nabirali zahodno od reke Verde, na severozahodu do območja Oak Creek-Tonto ter na severovzhodu do gore Apache Maid Mountain.

- Mormon Lake Band, v jeziku Apačev: Dotłʼizhi HaʼitʼIndee (‘Ljudje, ki prihajajo po turkizni cesti’). Živeli so vzhodno od Mormon Lake blizu Anderson Canyona, njihova ozemlja so ležala v Coconino National Forest in so vključevala Mount Elden, Mormon Lake, Stoneman Lake, Hay Lake, območje okoli današnjih dveh Stauseejev Lake Mary (Zgornje in Spodnje jezero Mary) ter Anderson in Padre Canyon, potepali so se do južnih San Francisco Peaks (v jeziku Apačev: Dził Tso; v jeziku Yavapai: Wi:mun Kwa), saj so bili vedno izpostavljeni napadom sovražnih Navajo (Diné) na severu in vzhodu, živeli so izključno kot nabiralci in lovci. Kot najbolj izolirana lokalna skupina Severnih Tonto niso le opustili kmetovanja, ampak tudi niso vzdrževali družinskih vezi s sosednjimi Yavapai, tako da so bili edina skupina Tonto Apache, ki je bila sestavljena samo iz Apačev.

Južni Tonto Apači ali Dilzhę́’é (živeli so v Tonto Basinu, od Salt River (v jeziku Yavapai: ʼHakanyacha ali Hakathi:) na jugu proti severu in čez East Verde River ter v Sierra Ancha, Bradshaw Mountains in Mazatzal Mountains, pogosto so z Wiikchasapaya/Wikedjasapa („Ljudje iz McDowell Mountains (v jeziku Yavapai: Wi:kajasa)“) in Hwaalkamvepaya/Walkamepa („Ljudje iz Walkame, tj. Pinaleño/Pinal Mountains“) iz Guwevkabaya/Kwevkepaya Band iz Yavapai tvorili dvojezične (dvojezične) lokalne skupine, ki so hkrati tvorile lokalno skupino Južnih Tonto Apačev in eno izmed Yavapai, vsaka z imenom Apačev in Yavapai)
- Mazatzal Band, v jeziku Apache: Tsé Nołtłʼizhn (‘Skale v vrsti zelenja’) oz. v jeziku Yavapai: Hakayopa ali Hichapulvapa. Živeli so večinoma v vzhodnih Mazatzal Mountains, nadalje so se delili na dve dvojezični skupini Južni Tonto Apači- Wiikchasapaya/Wikedjasapa:

- - Tsé Nołtłʼizhn' oz. Hakayopa (zahtevali so območje okoli skupnosti Sunflower Valley, Mazatzal Mountains južno od najvišjega vrha, Mazatzal Peak (2.409 m), ter na vzhodu območje okoli nekdanjega Fort Camp Reno v zahodnem Tonto Basinu (imenovanem tudi Pleasant Valley))

- - Tsé Nołtłʼizhn' oz. Hichapulvapa (ti so živeli v Mazatzal Mountains južno od East Verde River in zahodno od North Peak do Mazatzal Peak)

- Dilzhę́’é Semi-Band, v jeziku Apačev: Dilzhę́’é, Dil Zhe`é („Ljudje z visokimi, svetlimi glasovi“), v jeziku Yavapai: Matkawatapa. Najpomembnejša polskupina (mala skupina), vse ostale pet malih skupin so bile splošno imenovane Dilzhę́’é, vendar se ime Matkawatapa nanaša le na skupino nekaterih Dilzhę́’é v Sierra Ancha, ki so skupaj s člani Hwaalkamvepaya/Walkamepa iz Guwevkabaya/Kwevkepaya tvorili skupno dvojezično skupino.

- druga polskupina oz. mala skupina

- tretja polskupina oz. mala skupina

- četrta polskupina oz. mala skupina

- peta polskupina oz. mala skupina

- šesta polskupina oz. mala skupina

## Demografija
Zahodni Apači so šteli približno 4.500 do 5.000 pripadnikov, največja in najštevilčnejša skupina med Apači, ki jih skupaj nikoli ni bilo več kot 15.000, pri čemer je treba upoštevati, da je bilo od tega le 25 % moških, ostalo pa so bile ženske (35 %) in otroci (40 %). Med njimi so bili približno 1.500 številčni White Mountain Apači največja in z okoli 375 bojevniki najmočnejša skupina Zahodnih Apačev, medtem ko so bili s približno 1.000 pripadniki (okoli 250 bojevniki) Cibecue Apači druga največja skupina. San Carlos Apache in Južni Tonto Apači so šteli po 900 članov plemena (vsak z 225 bojevniki), tako da so bili približno 800-članski Severni Tonto Apači-Yavapai (med njimi približno 450 Apačev z okoli 110 bojevniki) najmanjša skupina.

## Današnja situacija
Danes obstaja pet tako imenovanih federally recognized tribes Zahodnih Apačev, ki jih vlada Združenih držav Amerike uradno priznava kot pleme na zvezni ravni. Pri tem Yavapai-Apache Nation in Fort McDowell Yavapai Nation tvorita tako dve od petih apaških plemen Arizone kot tudi dve od treh zvezno priznanih plemen Yavapai v Arizoni.

## Pomembni zahodni Apači

### Apači White Mountain
- Alchesay (tudi William Alchesay in Áłchʼísé – "Majhen", 17. maj 1853 – 6. avgust 1928) je bil poglavar Apačev White Mountain in apaški izvidnik. Prejel je najvišje vojaško odlikovanje Združenih držav Amerike za pogum, Medaljo časti, za svoja dejanja med Apaškimi vojnami in Yavapai vojnami. Poskušal je prepričati Geronima, da se mirno preda. Kasneje je postal ugleden živinorejec, večkrat je potoval v Washington, D.C., in bil aktiven v indijanskih zadevah.

- 'Bylas (tudi Bailish ali Baylas – "Tisti, ki govori vse") poglavar vzhodne skupine White Mountain, po katerem je poimenovano sedanje naselje Bylas na rezervatu San Carlos, to apaško naselje je razdeljeno na dve skupnosti, eno White Mountain, drugo San Carlos in južni Tonto Apači.

- Francisco *Indijansko ime (Gochaahá = Veliki) ubit 10. 11. 1865, poglavar vzhodne skupine Coyotero Apačev White Mountain, morda je bil v otroštvu mehiški ujetnik in je tako podedoval svoje špansko ime ali pa ga je mogoče identificirati z Na-ginit-a ("On izviduje naprej"), poglavarjem vzhodnih White Mountain, tesno povezanega s poglavarjem Chiricahua Cochisejem – oba, Francisco in Na-ginit-a, sta bila ubita z zastrupitvijo leta 1865 v Camp Goodwinu – aretirana zaradi vpletenosti v pokol v Cienegi in "usmrčena" v nejasnih okoliščinah.

- Esh-kel-dah-sila (Eskiltesela, Esketeshelaw, Hashkéédásiláá – “Je nenehno jezen”, Heske-hldasila – “Jezen, pokonci”, znan tudi kot Jasno-oki Eskeltesela, deloval ok. 1850–1875) poglavar klana Nádots’osn (Nádohots’osn, Náhodits’osn ali Nádots’osin – “ljudje vitkega vrha, ki stoji pokonci”) kot celotne vzhodne skupine Apačev White Mountain, najbolj spoštovan in ugleden poglavar vzhodnih Apačev White Mountain v zgodovini, vzdrževal je zavezništva s Hopiji in Zuniji, ponudil zemljo za ustanovitev Camp Apache (kasneje Fort Apache), Pedro in njegova skupina Carrizo Apačev Cibecue so od njega dobili dovoljenje za naselitev blizu kasnejšega Fort Apache na ozemlju Apačev White Mountain, on in njegova skupina so bili na splošno nenaklonjeni skupinam Apačev Cibecue Miguela, Diabla in Pedra, ki so se leta 1871 pridružili kot apaški izvidniki in izvidovali proti “povzročiteljem težav” iz skupine Esh-kel-dah-sila.

- Polone, je leta 1873 nasledil Esh-kel-dah-sila kot poglavar vzhodne skupine Apačev White Mountain.

### Apači Cibecue
- Miguel' (znan tudi kot Enooki Miguel ali El Tuerto, Esh-ke-iba, Es-chá´-pa, Es-ca-pa ali Hashkééba – "Zaveda se svoje jeze", včasih imenovan Pin-dah-kiss, ok. ? – †1871) poglavar dominantne lokalne skupine in klana skupine Carrizo, v 1850-ih in 1860-ih najuglednejši poglavar Carrizo, leta 1869 sta Miguel in njegov mlajši brat Diablo vzpostavila odnose med Američani in Apači Cibecue ter White Mountain, kar je privedlo do ustanovitve Fort Apache (najprej kot Camp Apache leta 1870). Dobavljal je rekrute za prvo enoto apaških izvidnikov leta 1871, ker so bili Apači Cibecue prisiljeni naseliti se blizu Camp Apache na ozemlju Apačev White Mountain spomladi 1874, je bil kmalu zatem ubit med sporom z Apači White Mountain, potem je Diablo prevzel vodstvo od svojega pokojnega starejšega brata in maščeval njegovo smrt.

- Diablo (El Diablo – "Hudič" ali Capitan Grande, Hashkéédásiláá (hash-kay-dah-si-laa) – “Njegova jeza leži drug ob drugem”, ok. 1846 – †30. avg. 1880) po smrti svojega starejšega brata poglavarja Miguela leta 1874 med sporom z Apači iz White Mountaina, je postal najvidnejši poglavar skupine Carrizo, jeseni 1874 se je pridružil kot izvidnik in bil povišan v narednika, januarja 1876 sta bila on in njegova skupina skupaj z drugimi skupinami Apačev Cibecue prisiljena preseliti se v indijanski rezervat San Carlos Apache, le Pedrovi skupini je bilo dovoljeno ostati v Fort Apache – kar je povzročilo slabo voljo do slednjih, zato je Diablova skupina 30. avgusta 1880 napadla Pedrovo skupino blizu Fort Apache, kar je povzročilo smrt samega Diabla, ne smemo ga zamenjevati z Hashkéédásiláá, najvidnejšim poglavarjem vzhodnih Apachov White Mountain v tistem času.

- Pedro (Hashkéé-yánáłtiʼi-dn, Hash-kay-ya-nal-ti-din – “Jezen, prosi za to”, znan tudi kot Pedro, Posnemovalec, ok. 1835 – †1885) poglavar klana Tséé hachíídn (“Ljudje rdečih skalnih plasti”) in lokalne skupine Carrizo,[7] med sporom klanov v zgodnjih 1850-ih ga je Miguel pregnal iz Carrizo Creeka, veliki poglavar vzhodnih Apachov White Mountain Hashkéédásiláá mu je po dveh letih dovolil, da se naseli blizu Fort Apache, Pedrova skupina se je poročila v Apače White Mountain in so bili zato razvrščeni kot Apachi White Mountain, vendar so ohranili tesne klanske vezi s skupino Carrizo Apachov Cibecue, on in njegov segundo (ali vojni poglavar) Yclenny sta skupaj s poglavarji Apachov White Mountain Alchesayem in Petonejem 30. avgusta 1880 ubila Diabla, (pogosto zamenjanega z Hashkéédásiláá, najvidnejšim poglavarjem vzhodnih Apachov White Mountain v tistem času) v samoobrambi, v maščevanje za Diablovo smrt je bil ustreljen skozi obe koleni, vendar je preživel, le Petone je bil smrtno ranjen, bil je stalen prijatelj Američanov.

- Petone je nasledil svojega očeta Pedra okoli leta 1873 kot poglavar skupine Carrizo Apačev Cibecue – zdaj splošno razvrščenih kot Apači White Mountain. Bil je vpleten v umor vplivnega poglavarja skupine Carrizo Diabla 30. avgusta 1880, pol leta kasneje februarja 1881 so se člani Diablove skupine maščevali za njegovo smrt. V tej bitki je bil Pedro ustreljen skozi obe koleni in Alchesay skozi prsi, oba sta preživela, vendar je bil Petone smrtno ranjen.

- Capitán Chiquito (znan tudi kot Captain Chiquito, poglavar skupine Cibecue, ne smemo ga zamenjevati s poglavarjem Apachov Pinaleño z istim imenom)

- Nock-ay-dot-klin-ne (Nakąįdotł’ini – “pikčast ali pegast Mehičan”, belci so ga imenovali Babbyduclone, Barbudeclenny, Bobby-dok-linny in Freckled Mexican Matthews) poglavar skupine Cañon Creek in spoštovan zdravilec med svojim ljudstvom, je prirejal plese in trdil, da bo obudil dva mrtva poglavarja, poglavarja skupine Carrizo Diabla in poglavarja skupine Cibecue Es-ki-ol-e, v strahu pred vstajo Apachov je vojska poskušala aretirati zdravilca, kar je privedlo do bitke pri Cibecue Creeku 30. avgusta 1881, po izbruhu spopadov so se apaški izvidniki uprli, kot je bilo pričakovano. Napadajoči Apači so se borili predvsem na razdalji pušk, vendar, ko so se izvidniki obrnili proti vojakom, je prišlo do kratkega spopada na blizu. Ker se je bitka končala s strateško zmago Apaćev, kljub njihovi nezmožnosti rešiti svojega vodjo, zaradi umika vojakov. Po bitki je ameriška vojska pokopala šest vojakov, Nakąįdotł’inija, njegovo ženo in mladega sina, ki je bil ubit med jahanjem v bitko na očetovem poniju. Afera Cibecue je sprožila regionalno vstajo Apačev, v katerih so vodilni možje skupin Chiricahua, kot so Naiche (ok. 1857–1919), Juh (ok. 1825 – nov. 1883) in Geronimo (16. junij 1829 – 17. februar 1909), zapustili rezervat in šli v vojno v Arizoni, Novi Mehiki in severni Mehiki. Bojevanje je trajalo približno dve leti in se je končalo z ameriškim porazom Apačev.

- Ne-big-ja-gy (imenovan tudi Ka-clenny in Es-keg-i-slaw) je bil brat Nakąįdotł’inija, zdravilca in poglavarja skupine Cañon Creek. Nasledil je svojega brata kot poglavar skupine Cañon Creek.

- Sánchez (Béshbiwoo’dn ali Bé-cbiɣo'dn – “Kovinski zob” ali “Železni zob”) je bil Diablov naslednik kot poglavar skupine Carrizo Creek. Ta skupina približno 250 ljudi je živela ob potoku Carrizo, dvanajst milj severno od Carrizo Crossing, in je bila tesno povezana z Nakąįdotł’inijem.

### Apači San Carlos
- Casador (Casadora, Nantʼánchoh – "Veliki poglavar") je bil priznan kot glavni poglavar skupine San Carlos, preden je zapustil rezervat.

- Eskinospas (Eskénásbas, Hashkéénásbas– “Jezen krožni”, belci so ga imenovali Nosy) poglavar lokalne skupine Arivaipa.

- Santo, poglavar Apačev Arivaipa in di-yin, tast Eskiminzina.

- Eskiminzin (aka Hashkéébánsiziin, Hashkíbáínzín – "Jezen, moški stojijo v vrsti zanj", rojen približno 1828 blizu gora Pinal kot Pinaleño) je s poroko v Arivaipo postal eden izmed njih in kasneje njihov poglavar. On in njegova skupina skupaj s skupino Pinaleño pod Capitánom Chiquitom so bili napadeni 30. aprila 1871 v pokolu v Camp Grantu. William S. Oury in Jesús María Elías, ki sta za vsako opustošenje v južni Arizoni krivila 500 Apačev iz Camp Granta, sta se obrnila na starega zaveznika Francisca Galerito, vodjo Tohono O'odhama (Papago) v San Xavierju, da bi kaznovala Arivaipo. V presenetljivem napadu je bilo ubitih in pohabljenih 98 Apačev s strani Tohono O'odhama (vsi razen osmih so bile ženske in otroci), 27 otrok pa so Tohono O'odham in Mehičani prodali v suženjstvo v Mehiki.

- Capitán Chiquito je bil poglavar skupine Pinaleño, skupaj z Arivaipa poglavarjem Eskiminzinom je postal žrtev pokola v Camp Grantu s strani Mehičanov in njihovih zaveznikov Tohono O'odhama, po pokolu so preživeli Arivaipa in Pinaleño pobegnili na sever k svojim zaveznikom Tonto Apačem in Yavapaijem, skupaj so ropali in se borili proti Američanom do leta 1875, kar je doseglo vrhunec v kampanji generala Georgea Crooka v Tonto Basinu leta 1872 in 1873.

- Talkalai (T'alkááli, *1817 – †4. marec 1930, Miami) je bil poglavar skupine Apache Peaks in je služil kot poglavar izvidnikov trem različnim generalom vojske Združenih držav, Crooku, Milesu in Howardu. Aprila 1887 je bil vodja izvidnikov, ki so prehodili 400 mi (640 km) v Mehiko in ujeli Geronima. Nekoč je rešil življenje svojemu dobremu prijatelju Johnu Clumu, prvemu indijanskemu agentu v rezervatu San Carlos Indian, tako da je ustrelil svojega brata. To dejanje je tako razjezilo nekatere člane njegove skupine, da je bil prisiljen pobegniti iz rezervata in se preseliti v mesto Miami v Arizoni. Bil je tudi prijatelj Earps v Tombstoneu in je bil gost predsednika Clevelanda v Beli hiši.

- Michael Minjarez, igralec in nadzornik apaškega narečja.

### Apači Tonto
Poglavar Tonto (dvojezični poglavar Kwevkepaya-Tonto-Apačev ali Kwevkepaya-Pinaleno-Apačev)
- Delshay (Delshe, Delchea, Delacha – ‘Velika rit’, v jeziku Yavapai Wah-poo-eta ali Wapotehe, poglavar Kwevkepaya-Tonto-Apačev, njegova dvojezična mešana skupina lokalne skupine Matkawatapa iz Walkamepa-Kwevkepaya in južnih Tonto-Apačev s približno 200 člani je živela v Sierri Ancha z zahodno mejo, ki jo je tvoril potok Tonto in na vzhodu potok Cherry, vendar so pogosto poročali, da so živeli v gorovju Mazatzal zahodno od njihovega osrednjega območja, ne smemo ga zamenjevati z Wah-poo-eta, * okoli 1835; bil je vpleten v umor poročnika Jacoba Almyja v San Carlosu leta 1873 in je po umoru pobegnil skupaj s Chuntzem, Cochinayem in Chan-deisijem v divjino, izsledili so ga apaški izvidniki pod Desalinom in ga ubili 29. julija 1874, njegova glava skupaj s 76 ujetimi Kwevkepaya-Tonto je bila prinesena v Camp McDowell)

- Wah-poo-eta (Wapotehe, Wapooita – ‘Velika rit’, v jeziku Apačev Delacha ali Delshe, poglavar Kwevkepaya-Tonto-Apačev, približno 750 članov skupine, večinoma Kwevkepaya in nekaj južnih Tonto-Apačev iz skupine Mazatzal, njegova skupina, ki je živela v južnem gorovju Mazatzal, je bila znana kot največja in najhujša skupina, ker ni hotel skleniti miru z Američani, je o njem malo znanega, ne smemo ga zamenjevati z Delshayem, *?; ubit † 15. avgusta 1869 s strani skupine 44 Maricopa in Akimel O'odham pod vodstvom maricopskega vojnega poglavarja Juana Chivarie v kanjonu Castle Creek)

- Eschetlepan (Chalipun, Cha-Thle-Pah, Choltepun, ki ga je Ameriška vojska imenovala Charlie Pan, poglavar Kwevkepaya-Tonto-Apačev, sam je bil južni Tonto-Apač iz skupine Mazatzal, njegova skupina je bila sestavljena večinoma iz Wikedjasapa-Kwevkepaya, njegovi Apači so pripadali Mazatzalu in štirim od šestih polskupin južnih Tonto, njegova skupina približno 100 ljudi je živela jugozahodno od Green Valley in južno od reke East Verde, približno deset milj vzhodno od reke Verde v severna pobočja gorovja Mazatzal, zato so lahko zlahka napadali območja Prescott in Wickenburg)

- Ashcavotil (Ascavotil, v jeziku Apačev Escavotil, poglavar Kwevkepaya-Pinaleno-Apačev, njegova skupina približno 200 bojevnikov je živela vzhodno od potoka Cherry Creek proti jugu ob obeh straneh reke Salt in v gorovju Pinaleno, poleg Wah-poo-ete je bil najbolj bojeviti poglavar v osrednji Arizoni, močno oborožen in dobro oskrbljen z strelivom od Apačev na rezervatu Fort Goodwin, njegovi bojevniki so napadali in se borili vse do juga do Tucsona, Sacatona in Camp Granta)

- Oshkolte (Hascalté, Has-Kay-Ah-Yol-Tel, poglavar Tonto-Apačev-Kwevkepaya, njegovi skupini je pripadalo 70 bojevnikov, 20 žensk in 20 otrok, njegova skupina – sestavljena večinoma iz južnih Tonto-Apačev in nekaj Kwevkepaya – se je razprostirala na obeh straneh potoka Tonto severno do reke East Verde in južno do reke Salt, tesen zaveznik Ashcavotila in Wah-poo-ete, njegovi bojevniki so bili dobro oboroženi, vendar so bili odvisni od Ashcavotila in Wah-poo-ete za strelivo, živeli so vzhodno od Štirih vrhov v gorovju Mazatzal proti reki Salt, ubit † marca 1873)

- Nanni-chaddi (poglavar Tonto-Apačev-Kwevkepaya, *?; bil je odgovoren za številne napade na Akimel O'Odham (Pima) in bele naselbine ob rekah Salt in Gila, ubit † 28. decembra 1872 v bitki pri kanjonu Salt River, imenovani tudi Pokol v Skeletni jami, 130 vojakov iz 5. konjeniškega polk, ki jih je vodil stotnik William H. Brown in 30 indijanskih izvidnikov, je ubilo 76 moških, žensk in otrok, 15 jih je umiralo, le 18 žensk in 6 otrok je preživelo in bilo ujetih)

- Skiitlanoyah (Skitianoyah, v jeziku Yavapai Skitlavisyah, poglavar Kwevkepaya-Tonto-Apačev, njegova mešana skupina približno 80 ljudi je prebivala severno od Delshayjeve skupine med srednjo reko East Verde in zgornjim potokom Tonto severno do Mogollon Rim)

- Piyahgonte (Pi-yah-gon-te,Yavapai-Tonto-Apaški vodja v 1860-ih in 1870-ih, s svojo skupino približno 75 ljudi je živel ob obeh straneh zgornje reke East Verde severno do Mogollon Rim, verjeli so, da je bil odgovoren za večino opustošenj okoli Prescotta)

- Natatotel (Natokel ali Notokel, Kwevkepaya-Tonto-Apaški vodja, ubit † junij 1873)

Tonto-Apaški vodja
- Chuntz (Chunz, Tonto Apaški vodja, pobegnil po izbruhu v San Carlosu leta 1873 skupaj z Delshayem, Cochinayem in Chan-deisijem v divjino, bil izsledjen in ubit julija 1874 v gorovju Santa Catalina s strani Apaških izvidnikov pod vodstvom Tonto Apaškega (ali White Mountain?) vodje Desalina, njegova glava in glave šestih njegovih zadnjih privržencev so bile prinesene v San Carlos 25. julija 1874 in razstavljene več dni na paradnem polju)

- Chan-deisi (‘Zlomljen nos’, znan tudi kot She-shet, imenovan s strani George Crooka John Daisy, Tonto Apaški vodja, je bil odpuščen izvidnik, ki je pripadal Cochinayevi skupini, pobegnil po umoru poročnika Jacoba Almyja v San Carlosu leta 1873 skupaj s Chuntzem, Cochinayem in Delshayem v divjino, ubit 12. junija 1874 s strani Indijanskih izvidnikov, obglavljen in njegova glava je bila prinesena v Camp Apache)

- Cochinay (‘Rumeni grom’, Tonto Apaški vodja, pobegnil po umoru poročnika Jacoba Almyja v San Carlosu leta 1873 skupaj s Chuntzem, Delshayem in Chan-deisijem v divjino, bil ujet in ubit s strani Indijanskih izvidnikov v drugi polovici maja 1874, obglavljen in njegova glava je bila prinesena v San Carlos 26. maja 1874)

- Naqui-Naquis (Tonto Apaški vodja, ubit † junij 1873)

- Ba-coon (Bacon ali Bocan – “Velika usta”, imenovan tudi Eskimo-tzin, Esqinosquin ali Esquimosquin, Tonto Apaški vodja in kasneje Apaški izvidnik, †1874)

## Posamezne reference
1. ↑  Keith H. Basso: Western Apache Raiding and Warfare. 2015, ISBN 978-0-8165-0297-4, S. 13.
2. ↑  »Tonto Apache in njegov položaj znotraj apaških jezikov«. Arhivirano iz prvotnega spletišča dne 4. novembra 2021. Pridobljeno 13. julija 2025.
3. ↑  1850 map showing Apache seasonal migrations in and around the San Pedro River Valley, located in the Aravaipa and Pinal Band territories
4. ↑  Yavapai and Nde Apache
5. ↑  Tu Do Cliz - YAN Council Passes Resolution to Protect Fossil Creek[mrtva povezava]Predloga:Toter Link (PDF; 7,2 MB)
6. ↑  Michael David Pool: The Western Apache Settlement System and Its Implications for the Prehistoric Early Mogollon Period. Arhivirano 2023-04-05 na Wayback Machine. 1985.
7. ↑  Cháchíídn (“ljudje rdečih skalnih plasti”) Pedra so bili omejeni skoraj izključno na skupino Carrizo Apachov Cibecue in so bili edini ljudje v rezervatu Fort Apache, ki niso bili prisiljeni iti v San Carlos leta 1875